# Rhynchippus
Rhynchippus (griego, "hocico de caballo") es un género extinto de mamíferos notoungulados de la familia Notohippidae, que vivió a principios del periodo del Oligoceno en el continente sudamericano. Sus fósiles se han hallado en Argentina y Chile. Representa un ejemplo clásico de la convergencia de los ungulados sudamericanos con otros grupos no relacionados del resto del mundo, en este caso, con el caballo.

## Características
Era muy similar al antepasado de los caballos Hyracotherium del período Eoceno. Era un pequeño herbívoro del tamaño de un zorro (un metro de longitud), era ya más parecido a los caballos actuales que el propio Hyracotherium, tenía tres dedos en las patas delanteras, en vez de los cuatro del hiracoterio, y tres en las traseras, protegidos por pezuñas, siendo el central más largo.
Su esqueleto, con el cuerpo grueso y los dedos en forma de garra, no se parecía demasiado al del caballo, pero los dientes eran similares a los de un animal que se alimenta de hierbas, como el caballo o el rinoceronte.
Los caninos no formaban colmillos, como en la mayoría de los demás toxodontos, sino que tenían el mismo tamaño y la misma forma que los incisivos. Eran altos e ideales para cortar plantas. Las muelas eran grandes y llevaban esmalte enrollado para moler la vegetación dura; además, estaban recubiertas de cemento.
A pesar de que alguna vez se creyó que eran los antepasados de los caballos auténticos, las similitudes, que residen fundamentalmente en la forma del cráneo y en los incisivos para cortar plantas, son consecuencia de la evolución convergente. En lo esencial, presenta todas las características de los notoungulados.